# マンクロフト男爵
マンクロフト男爵（Baron Mancroft）は、イギリスの男爵、貴族、連合王国貴族爵位。保守党の政治家アーサー・マイケル・サミュエルが1937年に叙されたことに始まる。 

## 歴史
アーサー・サミュエル(1872–1942)はノリッジ市長を務めた人物で、のち政界に転じて保守党に属する庶民院議員となり、スタンリー・ボールドウィン政権下では対外貿易相や財務担当政務次官を歴任した。サミュエルは1932年に(マンクロフトの)準男爵(Baronet, of Mancroft)に、ついで1937年にノリッジ市マンクロフトのマンクロフト男爵(Baron Mancroft, of Mancroft in the City of Norwich)を与えられて貴族となった。
その息子の2代男爵ストーモント(1914–1987)も父と同じく保守党の政治家で侍従たる議員を務めている。なお、彼は1925年に平型捺印証書によって一族の姓をマンクロフトに改姓している。
現当主である3代男爵ベンジャミン(1957-)は1999年の貴族院改革以降も貴族院に議席を置く92人の世襲貴族の一人である。彼は1989年に金銭未払のかどで裁判所から出頭命令を受けたが、この際に「（貴族院議員のマンクロフト卿は本件について）議員不逮捕特権の保護を受けない」との判断がなされた。これは貴族院議員の不逮捕特権に関する直近の重要な判例となっている。

## 現当主の保有爵位
現当主である第3代マンクロフト男爵ベンジャミン・マンクロフトは、以下の爵位を有する。
- 第3代ノリッジ市マンクロフトのマンクロフト男爵(3rd Baron Mancroft, of Mancroft in the City of Norwich)
（1937年12月23日の勅許状による連合王国貴族爵位）
- 第3代(マンクロフトの)準男爵(3rd Baronet, of Mancroft)
（1932年1月15日の勅許状による連合王国貴族準男爵位）

## マンクロフト男爵（1937年）
- 初代マンクロフト男爵アーサー・マイケル・サミュエル（英語版）（1872–1942)
- 第2代マンクロフト男爵ストーモント・マンクロフト・サムエル・マンクロフト（英語版）(1914–1987)（マンクロフト姓に改姓）
- 第3代マンクロフト男爵ベンジャミン・ロイド・ストーモント・マンクロフト（英語版）(1957-)

爵位の法定推定相続人は現当主の息子であるアーサー・ルイス・ストーモント・マンクロフト閣下(1995-)。